# Брзо Трчи Љанми
Миљан Стаменковић (Лесковац, 13. август 1995), познатији као Брзо Трчи Љанми, српски је репер, музички продуцент и текстописац.

## Биографија
Миљан Стаменковић рођен је у Лесковцу 13. августа 1995. године. Музиком је почео да се бави током средње школе, када се бавио продукцијом, а први сингл је избацио 2017. године. Исте године, Миљан се појавио на компилацији I.N.D.I.G.O., коју је издала продукцијска кућа Басивити. Компилација садржи 11 песама младих репера попут Елона, Канба и Вајка, а на истој се нашла и Миљанова песма Лево десно. Фебруара 2018. године издао је свој први ЕП под називом Happy Land, на ком се налази пет песама.
Наставио је сарадњу са Басивитијем, те је почетком 2019. године изашла компилација I.N.D.I.G.O. Season 2, на којој се налази његова песма О мој Боже. Недуго након тога изашао његов први спот за песму MHM (aha). Априла 2019. године, избацио је спот за песму 1234.
Током 2019. године, сарађивао је са Гогом Секулић, када су обрадили једну од њених најпознатијих песама Секси бизнисмен. Песму је издао IDJ videos, a аранжман је радио Слободан Вељковић Цоби.
Крајем фебруара 2020. године објавио је албум заједно са репером KIMMV. Албум носи назив MILK€ и на њему се налази девет песама. Рађене у продукцији Басивитија, све песме су написали KIMMV и Љанми, а продуцирали су их Baby Blues, d0mi, Filip 8k, Исо Мики, Кеи и Strapazoot.

## Дискографија

### Албуми и ЕП-ови
| №  | Назив                       | Трајање |  |
| 1. | Сокић, сладолед и лето      |         |  |
| 2. | Baby Momma                  |         |  |
| 3. | Лоптам                      |         |  |
| 4. | Кад си срећан (ft. Синетус) |         |  |
| 5. | Happy End                   |         |  |

| №  | Назив      | Трајање |  |
| 1. | 100 на сат | 2:29    |  |
| 2. | Дрип       | 3:36    |  |
| 3. | Генгар     | 1:58    |  |
| 4. | JetSki     | 2:35    |  |
| 5. | MILK€      | 3:33    |  |
| 6. | NBA        | 2:12    |  |
| 7. | Кухиња     | 2:17    |  |
| 8. | Снег       | 2:56    |  |
| 9. | За кеш     | 2:43    |  |

### Синглови
- Немој сада (ft. Sinetus, 2017)
- Лево десно (I.N.D.I.G.O., 2017)
- Љанми брзо трчи (2017)
- Вадим глок (ft. Lil Esko, 2017)
- Мело (2017)
- Sipam Lean (ft. Medi, 2017)
- Журка (2017)
- Super Saiyan (2017)
- Kilo ⬆️ Kilo ⬇️ (2017)
- Рамбо (2018)
- Thot (2018)
- SOS (2018)
- She Say (2018)
- Немој сада (2018)
- Louis V snovi (2018)
- Само денсај (ft. Trill Tozla, 2018)
- За генг (2018)
- Поглед као лед (ft. Yung Proto, 2018)
- Flex (2018)
- Заклео сам се (2018)
- ШАОШ (ft. Cabrick Lee, Elmer, 2018)
- О мој Боже (I.N.D.I.G.O. Season 2, 2019)
- MHM (aha) (2019)
- 1234 (2019)
- Рока чоек леан (ft. Kanbolex, 2019)
- Секси бизнисмен (ft. Гога Секулић, 2019)
- Вуковци (2019)
- Изгубљен (2019)
- Океј (2019)
- Sea Dance (ft. Нумеро, 2020)
- Рири (ft. 2Bona, 2020)
- Дефендер (ft. Glorydayz, 2020)
- Ти ниси грешка (ft. Glorydayz, 2020)
- Г класа (ft. Инас, 2021)